# Aurantinidin
Az aurantinidin egy vízben oldódó, vörös növényi festék. Az antocianidinekként ismert vegyületek osztályának tagja, a pelargonidin hidroxi származéka. Az aurantinidint az Impatiens platypetala nevű növényből, valamint a Balsaminaceae (vagy magyarul a nebáncsvirágfélékből) és egyéb Alstroemeria nemzetségből származó fajtákból lehet kinyerni.

## Fordítás
- Ez a szócikk részben vagy egészben  az   Aurantinidin című angol Wikipédia-szócikk fordításán alapul.  Az eredeti cikk szerkesztőit annak laptörténete sorolja fel. Ez a jelzés csupán a megfogalmazás eredetét és a szerzői jogokat jelzi, nem szolgál a cikkben szereplő információk forrásmegjelöléseként.